# شفاء السائل وتهذيب المسائل
شفاء السائل وتهذيب المسائل. كتاب في التصوف للعلامة أبي زيد ولي الدين عبد الرحمن ابن خلدون الحضرمي الأندلسي.
طبع في دار السندباد في باريس سنة 1991 وترجمه إلى الفرنسية وحققه روني بيريز وفي دار الفكر المعاصر - بيروت - الطبعة الأولى - 1996م تحقيق د. محمد مطيع الحافظ.

## منهج الكتاب ومحتواه
نهج ابن خلدون في كتابه المنهج العلمي المعتمد على العرض والتحليل والاستنتاج والمناقشة، موردا لكل مسألة دليلها، ولكل رأي حجته، لينتهي بعد ذلك إلى النتائج التي ساق إليها البحث الجادّ المؤدي إلى القناعة العلمية والغاية الصحيحة.
الكتاب كان بهذه الطريقة مرجعا مهما في علم التصوف، بدأ البحث بالحديث عن نشأة التصوف، قال:(بدأ بحركة خاصة قامت تدعو إلى الزهد، قبل أن، يقوم المذهب الصوفي المعروف، ثم أخذ يفصل في التطور التاريخي لكلمة التصوف، مشيرا إلى مدلولها عند السلف، ومدى اهتمام الصحابة رضوان الله عليهم بأعمال الباطن، معرجا على ظهور فرق جديدة، ونشوء بعض المعتقدات، وإهمال أعمال القلب، الأمر الذي أدى إلى قيام دعوة صادقة للمحافظة على الحياة الروحية، وعندئذ ظهر اصطلاح التصوف في نهاية القرن الثاني الهجري، وظهر معه ما سمي فقه الظاهر وفقه الباطن.)
ثم فصل في المدلول اللغوي والاصطلاحي لكلمة التصوف مبينا مكانة التصوف عند المسلمين، واشتغال الصوفية بمجاهدة النفس، والزهد في الدنيا. ومن أجل أن يظهر حقيقة التصوف قدم لبحثه بمقدمات أٍبعد:
- الأولى: في معنى الروح والنفس والعقل والقلب.
- الثانية: في كيفية اكتساب الروح للمعارف والعلوم.
- الثالثة: في معنى السعادة وتفاوتها.
- في بيان لذة المعرفة في الدنيا

وحين تحدث عن تطور كلمة التصوف واختلاف مدلولها قسم المجاهدات ثلاثة أقسام:
مجهادة التقوى
ومجاهدة الاستقامة
ومجاهدة الكشف
مبينا مشروعية هذه المجاهدات، مشيرا إلى أن الغزالي جمع في كتابه (إحياء علوم الدين) بين هذه الثلاث، ونبّه إلى أن الخوض في علم المكاشفة وإيداعه الكتب محظور وقال: إن هذا العلم نشأ عنه علم أسرار الحروف.
وانتقل ابن خلدون بعدئذ إلى المقصود من اشتراط الشيخ في المجاهدة، وفي أي المجاهدات يجب ويتأكد، وقال: إن مجاهدة التقوى فرض عين، ووجود الشيخ فيها شرط كمال، في حين تحتاج مجاهدة الاستقامة إلى المعلم المرشد لصعوبة الاطلاع على مكانة النفس وأحوال القلب. ورأى أن مجاهدة الكشف والمشاهدة تتأكد فيها حاجة المريد إلى الشيخ.
وبعد أن بين أن مصطلحات القوم خاصة بهم، انتقل للفصل بين المتناظرين وعين الحق في أقوالهم، ليصل إلى أهمية السلوك على الشيخ في كل مجاهدة واستحباب ذلك أو وجوبه، وختم بحثه باختصار ما توصل إليه من نتائج.